# Draudtia begallo
Draudtia begallo là một loài bướm đêm trong họ Noctuidae.